# 東蜆
東蜆（ひがししじみ）は、愛知県弥富市の地名。

## 地理
旧海部郡十四山村東蜆に相当する。旧十四山村東部に位置する。東は亀ケ地、西は西蜆、南は四郎兵衛、北は竹田に接する。

## 歴史

### 町名の由来
四郎兵衛新田開拓以前は蜆が多く生息していたことによる。

### 人口の変遷
国勢調査による人口および世帯数の推移。
| 1995年（平成7年）  | 43世帯 199人 |  |
| 2000年（平成12年） | 42世帯 168人 |  |
| 2005年（平成17年） | 45世帯 167人 |  |
| 2010年（平成22年） | 42世帯 143人 |  |
| 2015年（平成27年） | 44世帯 139人 |  |

### 沿革
- 慶安3年 - 高入[7]。
- 1889年（明治22年） - 合併に伴い、十四山村大字東蜆となる[7]。
- 1909年（明治42年） - 地盤沈下により動力排水機を設置[7]。
- 1959年（昭和34年） - 伊勢湾台風被災により全戸浸水[7]。
- 昭和40年代後半以降 - 激しい地盤沈下[7]。
- 1981年（昭和56年） - 木曽川総合用水竣工[7]。
- 1977年（昭和52年） - 一部が竹田・亀ケ地・西蜆に編入され、また竹田新田・亀ケ地新田・西蜆の各一部を編入[7]。
- 2006年（平成18年）4月1日 - 合併に伴い、十四山村大字東蜆一丁目が弥富市東蜆一丁目、同大字東蜆二丁目が弥富市東蜆二丁目にそれぞれ名称変更[5]。

## 交通
- 西尾張中央道[6]

## 施設
- 山神社[6]
- 真宗大谷派名古屋別院蜆支院[6]